# Elizabeth Durack

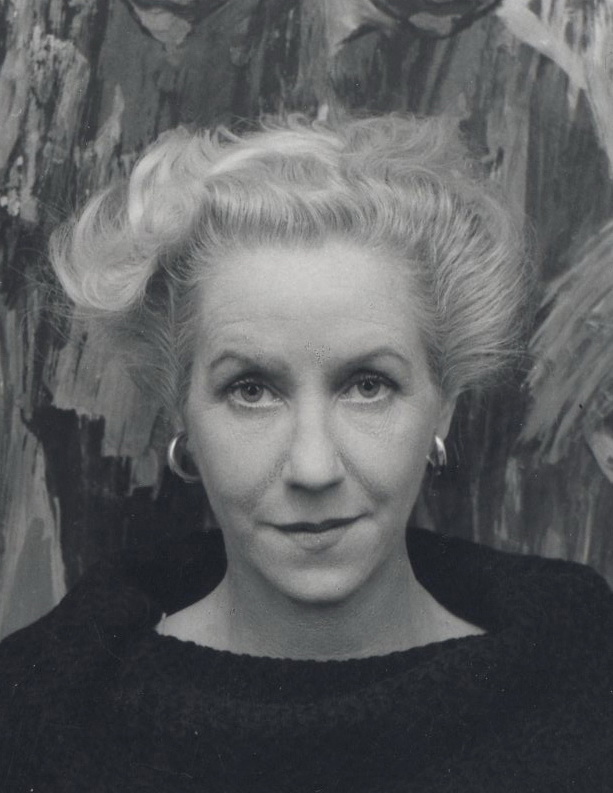
Elizabeth Durack, 1961

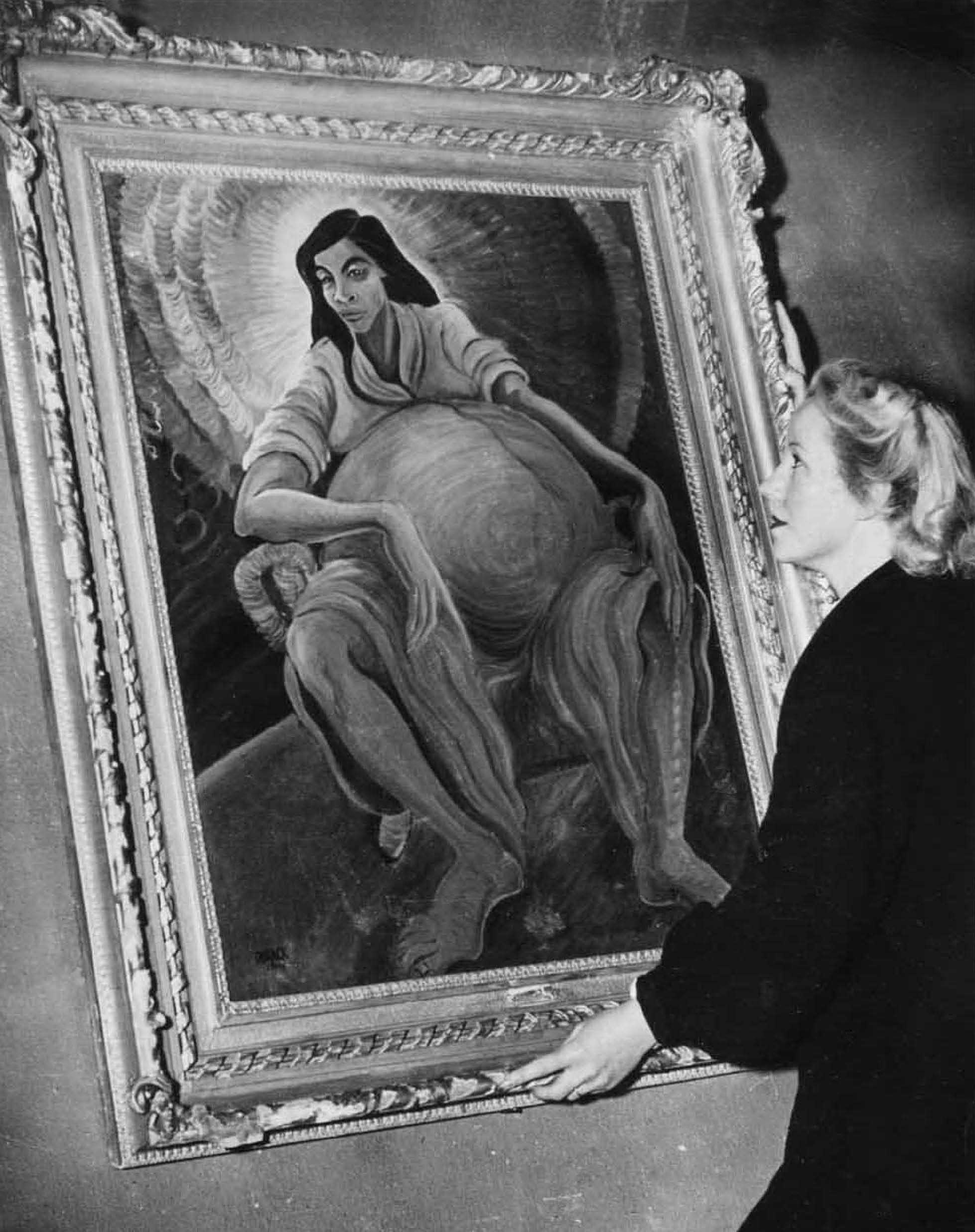
Elizabeth Durack und ihr Werk Broome Madonna, aus der Serie Time and Tide, Athenaeum Gallery, Melbourne, 1946

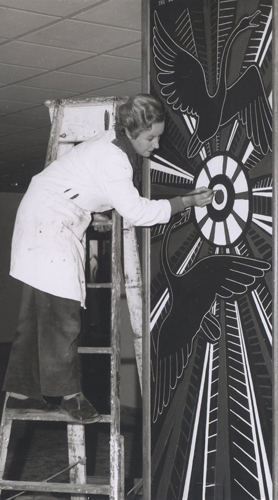
Bei der Arbeit an The New Plumage, Black Swan Mural, Sir Charles Gairdner Hospital, Nedlands, Perth, 1956

Elizabeth Durack Clancy, Pseudonym Eddie Burrup (* 6. Juli 1915 in Claremont, Perth, Western Australia; † 25. Mai 2000 ebenda), war eine australische Künstlerin und Autorin.
In Duracks künstlerischen Arbeiten verbanden sich westliche und indigene Weltanschauungen miteinander. Durack lebte den größten Teil ihres Lebens in abgelegenen Gebieten im Norden und Zentrum Westaustraliens, weit entfernt von den Metropolen, in denen sich das künstlerische Leben abspielte, und erhielt Anregungen und Inspiration aus ganz anderen Quellen als ihre Zeitgenossen wie William Dobell, Arthur Boyd oder Albert Tucker. Durch die räumliche Entfernung und ihr Geschlecht getrennt, entwickelte sich ihr Talent zu etwas „[…] Originellem, Vielseitigem und Beharrlichem, fast wie eine xerophytische Anpassung an eine besonders raue Umgebung“.

## Leben
Durack war die Tochter des Kimberley-Pioniers Michael Patrick Durack (1865–1950) und seiner Frau Bessie Johnstone Durack. Sie war die Schwester der Schriftstellerin und Historikerin Mary Durack (1913–1994)  und des Agrarwissenschaftlers Kimberley Michael Durack (1917–1968). Die Schwestern wurden im Loreto-Konvent in Perth, wo sie auch Kunstunterricht erhalten. Um 1933 bis 1935 war sie auf den Rinderfarmen Argyle Downs und Ivanhoe in Kimberley. Dort knüpfte sie einzigartige und dauerhafte Beziehungen zu den Mirriuwong-Gajerrong-Ureinwohnern der Ord-River-Region und wurde von ihnen unterrichtet. Neben den Unterweisungen in die Traditionen der Aborigines erhielt sie auch Unterricht in den Techniken der Rindenmalerei. 1936/1937 reisten die Schwestern nach Europa, wo Durack am Chelsea College of Art and Design in London Kunst studierte, was sie aber als einförmig empfand.
Während einer kurzlebigen Ehe mit Frank Clancy wohnte Durack 1939 in Sydney. Ab 1945 war sie in Broome in der Kimberley-Region, ab den späten 40er zog sie sich in ein Atelier am Ord River zurück. Ab den 1950er Jahren entstanden Wandgemälde mit Szenen aus dem zeremonialen Leben der Aborigines. Im gleichen Zeitraum arbeitet sie auch in den östlichen Goldfeldern von Western Australia an Bildern der harschen Wüstenlandschaft der Gegend.
Im August 1946 fand ihre erste Ausstellung in Perth statt. 1951 hatte sie eine gemeinsame Ausstellung mit der Töpferin Eileen Keys. Sie stellten ihre Werke in Stillleben-Arrangements zusammen, die von Georges Braque inspiriert waren. Elizabeth Durack hatte im Laufe ihres Lebens 65 Einzelausstellungen und nahm an vielen Gruppenausstellungen teil. Im Laufe dieser Zeit entwickelte sich ihre Kunst von einfachen Strichzeichnungen über teilweise abstrakte metaphorische Werke bis hin zu den transzendenten Meisterwerken ihrer letzten Schaffensphase. Im Juli 2000 fand die letzte von ihr geplante Ausstellung posthum in London statt.
Einige der frühesten veröffentlichten Illustrationen von Durack zeigen das Leben der Aborigines in Westaustralien, beispielsweise ihre Illustrationen für das 1935 erschienene Buch All-About: The Story of a Black Community on Argyle Station, Kimberley.  Durack wird die Illustration des 1956 erschienenen Buches Who rides the river? von John K. Ewers zugeschrieben. Sie lieferte Illustrationen für eine Neuauflage von Australian Legendary Tales aus dem Jahr 1953, einer Sammlung von Geschichten der Aborigines, die von Henrietta Drake-Brockman aus den von K. Langloh Parker gesammelten und übersetzten Geschichten ausgewählt und herausgegeben wurde. Diese Ausgabe wurde vom Children’s Book Council of Australia zum „Buch des Jahres 1954“ gewählt. Duracks Werk umfasst eine Reihe von Dyeline-Drucken, die mit Wasserfarben handkoloriert sind und das Leben auf zwei Farmen in Kimberley (Ivanhoe und Lissadell) darstellen. Auf diesen Bildern, von denen sich vier in der Sammlung des National Museum of Australia befinden, sind Aborigines-Frauen und -Kinder dargestellt. Sie und ihre Schwester schufen zwischen 1942 und 1943 auch einen Comicstrip mit dem Titel Nungalla and Jungalla.
Durack unternahm zahlreiche Reisen zu indigenen Kulturen in der ganzen Welt. In den 1970er Jahren entstand dazu eine Serie, in der sie nicht nur eingeborene Minderheiten, sondern die Menschheit selbst als gefährdete Spezies ansah. Der aus diesem Ansatz resultierende Stil ist durchdrungen von archetypisch empfundenen mythischen Motiven.
Um den Transfer in die Welt der Aborigines zu schaffen, erfand Durack das indigene Alter Ego „Eddie Burrup“, dessen Persönlichkeit sie aus verschiedenen ihr bekannten Aborigines schuf. Sie malte unter diesem Namen ein umfangreiches Lebenswerk und verfasste eine fiktive Autobiographie in überzeugendem Pidgin-Englisch. In den 1990er Jahren tauchten erstmals Kunstwerke des indigenen Künstlers „Eddie Burrup“ in der Kunstszene der Aborigines auf. Kunstwerke von ihm wurden Bestandteil von Ausstellungen und Festivals indigener Kunst. Kritiker reagieren enthusiastisch auf die als authentisch erachtete Aborigines-Kunst von Burrup.
Durack deckte 1997 die Identität auf, was zu kritischen Reaktionen seitens indigener Künstler führte.
 Durack irritierte die Kontroverse und sie bat den Kunsthistoriker Robert Smith um Vermittlung. Durack schuf bis zu ihrem Tod am 25. Mai 2000 im Alter von 84 Jahren weiterhin Kunst als Eddie Burrup. Trotz Kontroversen über ihre Anmaßung einer anderen ethnischen Gestalt wird die Episode heute zumeist als Hommage an die Aborigines und als Beitrag zur Versöhnung der Kulturen angesehen.
In Anerkennung ihrer Verdienste um Kunst und Literatur wurde Elizabeth Durack 1966 zum Officer of the Order of the British Empire (OBE) und 1982 zum Companion of the Order of St Michael and St George (CMG) ernannt. 1994 und 1996 verliehen ihr die Murdoch University und die University of Western Australia die Ehrendoktorwürde in Literaturwissenschaften. Durack wurde in zahlreichen Radio- und Fernsehsendungen interviewt und vorgestellt, darunter 60 Minutes.
Der Nachlass von Elizabeth Durack umfasst Originalmaterial bestehend aus Kunstwerken, Manuskripten, Gedichten und Briefen aus den 1920er Jahren bis zum Jahr 2000. Zu Lebzeiten veranstaltete Durack zwar viele erfolgreiche Ausstellungen, weigerte sich jedoch, bestimmte Schlüsselwerke zu verkaufen, die im Nachlass verblieben sind. Die Nachlassverwalter veräußerten 2006 verschiedene Druckerzeugnisse und andere Originalmaterialien.
Seit ihrem Tod fanden verschiedene Ausstellungen ihrer Werke statt: Im Juli 2000 in der Rebecca Hossack Gallery in London, 2002 und 2003 eine Wanderausstellung in Western Australia, im Mai 2007 einzelne Werke in den Greenhill Galleries in Perth und im Juli 2007 im Lingiari Foundation Centre in Broome.
Im Jahr 2016 veröffentlichte ihre Tochter Perpetua Durack Clancy Elizabeth Durack, Art & Life, Selected Writings, einen Band mit ausgewählten Schriften herausgegeben.